# Fukase
Fukase（ふかせ、1985年〈昭和60年〉10月13日 - ）は、日本のシンガーソングライター、ミュージシャン、俳優、絵本作家。東京都大田区出身。所属事務所はTOKYO FANTASYで、所属レーベルはVirgin Music。4人組バンド・SEKAI NO OWARIのメンバー。本名は深瀬 智（ふかせ さとし）。旧称は深瀬 慧（読み同じ）。

## 人物
バンド・SEKAI NO OWARIのメンバーで、初代リーダー。性格はSaori曰く「天真爛漫で神経質なリーダー」。10代の頃にADHDと診断されたことを公表している。
バンドの結成当初は、Fukaseがピエロのマスクを着用していた。また、初期の海外活動プロジェクト「End of the World」での活動名は、PEACE（ピース）であった。
家族構成は、システムエンジニアの父、保育士の母、妹が2人。妹2人は2021年にリリースされた楽曲「family」にゲストボーカルとして参加しており、2023年に開催されたファンクラブツアー「Fafrotskies 〜The Fan〜」の東京公演にて同楽曲を披露した際、シークレットゲストとして参加している。
初めて買ったCDはバックストリート・ボーイズの『ミレニアム』。学生時代からヒップホップが好きで、バンドをやるかラッパーになるか本気で迷っていたが、声質的にラッパーは向いていないと思いバンドの道を選んだ。
メンバー内で最も多くの楽曲の作詞・作曲を手がけている。自転車が好きで、作詞・作曲は自転車に乗りながら行うことが多い。NakajinとSaoriが作曲に使用しているDTMがあまり好きではなく、機材はアナログ派である。
ライブではハンドマイクで歌う曲が多いが、一部の曲ではギターを弾きながら歌う曲がある。また、自身らが行っている動物殺処分ゼロ支援プロジェクト「ブレーメン」のオークション企画に愛用のギター（ホワイトファルコン）を寄付してからはライブでギターを弾きながら歌う曲は減っている。
2019年、吉田凜音が自身初の作詞作曲に挑戦した楽曲「#film」の制作において、作詞や作曲のアドバイスを行った。2018年に行われたイベント「club EARTH 12th Anniversary」に呼ばれた吉田に対し、Fukaseが「一緒に曲を作らないか？」と提案したことがきっかけ。
地域のバドミントンサークルに入っており、週3でメンバーのSaoriの母と体育館で基礎打ちをしている。また、スクーバダイビングのライセンスを持っている。

### 交友関係
- 米津玄師、野田洋次郎、川谷絵音、古市憲寿、城田優らとは、バンドメンバーとスタッフが共同生活を送る「セカオワハウス」に招き、新年会を行うなどの交友がある[8]。
- 神聖かまってちゃんのメンバー・の子とは、一緒にお花見をしたり、の子の実家に行ったりツイキャスを通しライブ配信を実施したりするなどの交友がある[9][10]。
- King Gnuのメンバー・井口理とは、「セカオワハウス」に招き「白日」を歌ってもらったり忘年会を行ったりしたほか、King Gnuのアルバムの発売を記念したコメントを送るなどの交友がある[11][12]。
- YouTuberのHIKAKINとは、HIKAKINがの子からセカオワハウスへの訪問に誘われたことがきっかけとなり、お花見をしたりキャンプに行ったりしたり、HIKAKINのYouTubeチャンネル上に「RAIN」のセッションや「Habit」のコラボMVなどが投稿されたりするなどの交友がある[13][14]。

### 異性関係
- きゃりーぱみゅぱみゅ
  - 2012年頃から交際開始。2013年6月に、週刊誌のスクープで半同棲状態であったことが発覚[15]。2014年8月には、自身のTwitterで交際関係であることを認めていた[16]。
  - 2015年8月、自身のTwitterで「question」と題し暗号の画像を投稿。暗号の内容は、白や黒、赤などの色文字で「12 11522 21」と書かれたもので、ファンが解読すると「WE BROKE UP（私たちは別れた）」という文章になり、破局したことが発覚した[17]。
- 益若つばさ
  - 2015年末、『FRIDAY』により交際が発覚[18]。翌年には両者ともに交際関係であることを認め、Twitterなどに互いのことについて投稿していた[19]。両者は生年月日や血液型が同じで、運命を感じたFukaseが益若に対しアプローチしたのだという[20]。当初、離婚後すぐに子供がいるにもかかわらず付き合うことに対して益若は抵抗があったというが、長男がきっかけで付き合う決意をしたのだという[21]。益若の長男もFukaseによく懐いたといい、結婚についての言及も見られた[22][23]。
  - 2022年6月、『NEWSポストセブン』により破局が報じられる[18]。ミュージシャン以外の活動が増えたことでFukaseが多忙になり、益若とのすれ違いが増えたことが原因だといい、Fukaseは関係を続けることを望んでいたものの、2021年末頃に益若側から身を引いたのだという[18]。

## 来歴

### 生い立ち
1985年10月13日、東京都大田区に生まれる。
幼少期はいたずらっ子な性格だったという。幼いころから耳を触る癖と、下唇を噛む癖がある。幼稚園のころ、『ドラゴンボール』が大好きだったといい、卒園式ではトランクスのヘアスタイルを真似していた。また、「サトゴンクラブ」というグループのリーダーであった。

### 学生時代

#### 中学時代
「生意気だ」という理由で集団リンチに遭い、肋骨を3本骨折する大ケガを負う。治療後学校に行くも、友人は誰も口を聞いてくれず、「みんなは自分と関わりたくないのだろう」と思い不登校になる。しかし、唯一話しかけてくれたのがNakajinで、自分の家と逆方向だったにもかかわらず毎朝Fukaseを家まで迎えに来てくれたという。
学校の授業は好きではなかったが、合唱だけはいつも真面目に取り組んでいたという。また、BUMP OF CHICKENにファンレターを書いたことがあるという。

#### 高校時代
都立の高校に進学するが、入学後1年で高校を中退。その後、日本で1年間アメリカンスクールに通って2年間ニューヨークに留学するはずであったが、精神的な不安などから過呼吸で倒れ、パニック障害を患い2週間で帰国。
パニック障害の治療のため、精神病院の閉鎖病棟に入院し「檻のような部屋」で生活。この時、Fukaseは「自分は社会からドロップアウトした」と感じていたという。病院での経験から、医療に携わる仕事を目指し闘病しながら受験勉強するも、薬の副作用から勉強したことを全て忘れてしまい、「医者になる道のりが登れば登るほど遠すぎて」と挫折。

### バンド結成まで
「自分にはもう、なにもなくなってしまった」と絶望していたころ、当時仲の良かった友人たちと共に「一緒に何かできないかと思って」として音楽活動にのめりこむように。
2004年、FukaseとNakajinとその仲間でバンドを結成。しかし、ドラムとベースのメンバーが定着せず「仲間が集まれる場所」を探し始める。
2006年、東京都大田区の印刷工場跡地に、ライブハウス「club EARTH」を設立。翌年、ライブハウス「club EARTH」が完成し、その半年後にバンド「世界の終わり」を結成。

### デビュー以降

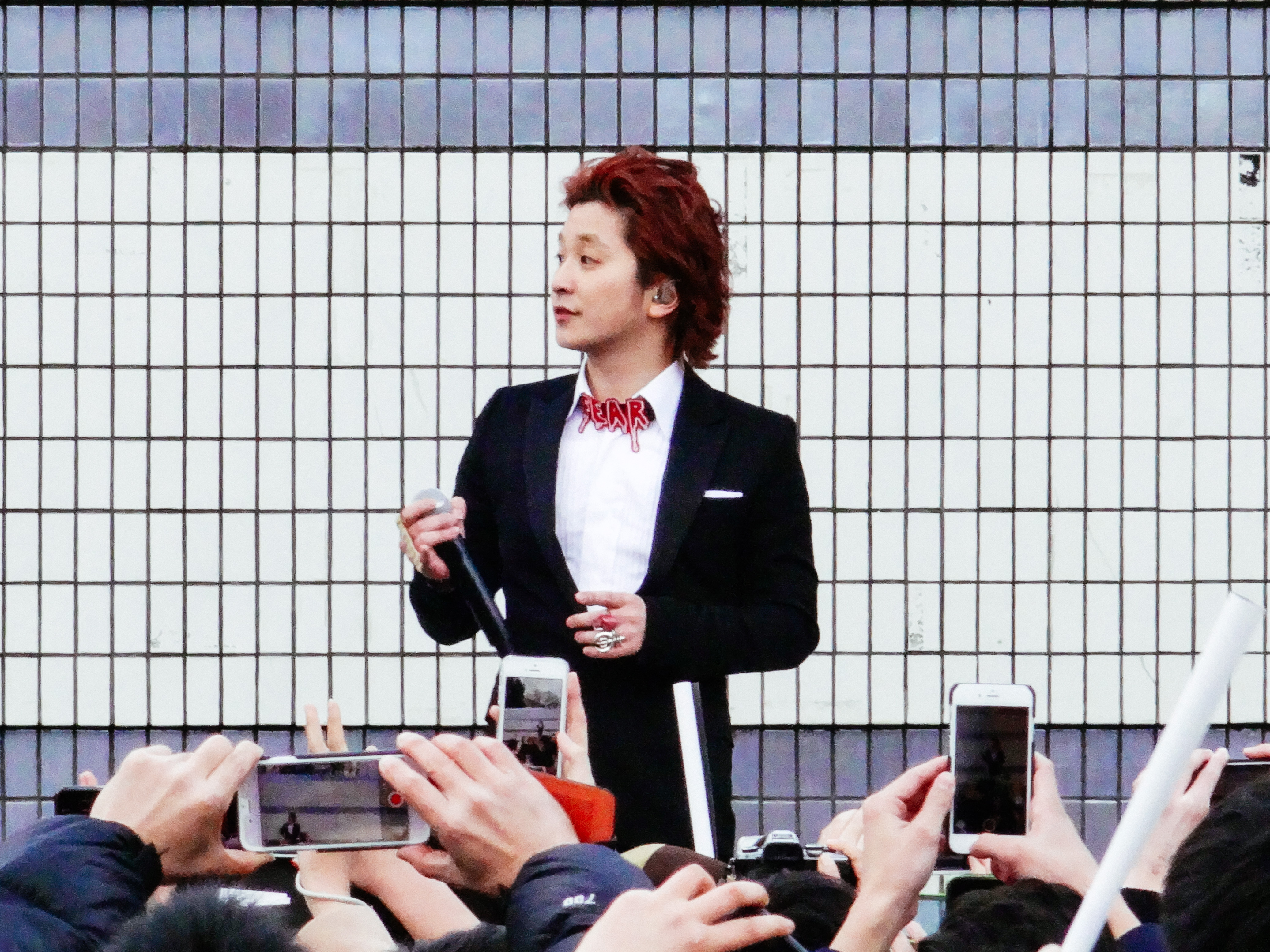
2015年

バンド「SEKAI NO OWARI」が、2010年にシングル『幻の命』でラストラム・ミュージックエンタテインメントよりインディーズデビュー、2011年にシングル『INORI』でトイズファクトリーよりメジャーデビュー。
2011年、精神的に強くなろうと考え、「強靭な精神は強靭な肉体から」とルームランナーを購入。当時、部屋にはルームランナーとベッドとギターしか置かれていなかったという。
2013年、livetuneの楽曲「Take Your Way」にボーカリストとして参加。
2016年、自身がモデル声優を務めた『VOCALOID4 Library Fukase』がヤマハより発売。
2018年、日本テレビ系列で放送しているニュース番組『news zero』タイトルコールの担当を開始。
2019年、イギリスのヘッドウェアブランド「KANGOL」とのコラボレーションアイテムを制作。自身がプライベートでも着用しているという、KANGOLの「フォウ ファー カジュアル」をベースとした商品を展開した。
2020年、自身がデザイン監督を務めるブランド「BADMOOD」を立ち上げる。しかし、2023年6月に突如としてプロジェクトが終了した。同年4月、SKY-HIと共に自身のInstagramとバンドのYouTubeチャンネルを通し、マイクリレー企画「the days」を始動。この企画には、ちゃんみなやきゃりーぱみゅぱみゅ、AK-69、般若などが参加した。
2021年、映画『キャラクター』に出演し、俳優デビュー。本作では連続殺人犯の両角役を務めており、公開の2年前に監督からオファーを受けたが、当初は断るつもりであったという。しかし、実生活ではやらないことを体験してみたいと思い出演を決意したという。同作で、第46回報知映画賞新人賞、第45回日本アカデミー賞新人俳優賞、第31回日本映画批評家大賞新人男優賞を受賞。同年10月、自身初となる絵本「BLUENO（ブルーノ）」を刊行。
2022年、強迫性障害が再発。この当時は一切曲が作れなかったというほか、当時の症状について「酷い船酔いの様な、二度と酒を飲まないと誓う二日酔いの様な体調がおよそ二年間続いた。止まらないランニングマシンに乗ってる様だといつも思っていた」と振り返っている。体調が不安定なあまり『俺は今、楽器に触れないんだ』と考え音楽から遠ざかるようにしていた。
2024年、自身が出演した映画『はたらく細胞』が公開。本作では「細胞たちの最大の敵」という役を務めているが、正式な役名は公表されていない。また、作中では初めてアクションシーンに挑戦しており、人生で一番速く動いたと撮影について振り返っている。
2025年、自身が監修するSEKAI NO OWARIのグッズプロジェクト「World Is Over」が始動。自身が本当に着用したいと感じるデザインを基に、Tシャツやパーカー、ピアスやネックレスなどのアイテムを展開している。また、同年よりヒップホップなどのソロ活動を始動する予定であることが語られている。

## 使用機材

### マイクロフォン
- プレートマイク
- SHURE KSM9

### ギター
エレクトリックギター
- Fender・Telecaster 1987年製

Nakajinから借りたギター。
- GRETSCH White Falcon with Bigsby G7593
- GRETSCH Silver sparkle Penguin G6134CS
- Paul Reed Smith Custom 24
- Gibson Les Paul Junior

アコースティックギター
- Taylor NAMM 2012 BTO GACE-Maple HB
- Martin LX-1RE

アンプ
- Roland JC-120

### ベース
- Fender Precision Bass
- Status Graphite King Bass
- Gibson EB-1
- Crews Maniac Sound EB-2400

## 参加作品
- livetune「Take Your Way」（ボーカル）

## 出演

### 映画
- キャラクター（2021年6月11日公開、東宝）− 両角 役[52][53]
- はたらく細胞（2024年12月13日公開、ワーナー・ブラザース映画）− 役名不明[54]

### バラエティ
- 行列のできる法律相談所（2021年5月30日、日本テレビ）[55]
- 千鳥のクセがスゴいネタGP（2021年6月3日、フジテレビ）[56]
- 突然ですが占ってもいいですか?（2021年6月16日、フジテレビ）[57]
- あさイチ（2021年6月18日、NHK総合）[58]

### ラジオ
- オールナイトニッポン（2021年6月14日、ニッポン放送）「菅田将暉のオールナイトニッポン」ゲスト出演 [59]
- オールナイトニッポン（2024年10月11日、ニッポン放送）「Fukaseのオールナイトニッポン」[60]

### イベント
- 第16回「文化人・芸能人の多才な美術展」トークショー（2014年6月25日）
- 『キャラクター』初日舞台挨拶（2021年6月11日）
- 『キャラクター』公開記念舞台挨拶（2021年6月22日）
- 「第46回報知映画賞」授賞式（2021年12月16日）
- 「第45回日本アカデミー賞」授賞式（2022年3月11日）
- 『はたらく細胞』細胞大集合プレミア（2024年12月4日）

### CM
- 麒麟麦酒『淡麗グリーンラベル「雨篇」「GREEN JUKEBOX 雨篇」』（2018年5月 - ）

- 麒麟麦酒『淡麗グリーンラベル「星篇」「GREEN JUKEBOX 星篇」』（2018年7月 - ）

### 雑誌
- TV Bros. 2019年4月号（2019年2月23日、東京ニュース通信社、表紙巻頭）[61]
- ROCKIN'ON JAPAN 2019年5月号（2019年3月30日、ロッキング・オン社、表紙巻頭）[62]
- HIGHSNOBIETY JAPAN ISSUE 03（2019年9月30日、カエルム、表紙）[63]
- awesome! Vol.42（2021年6月11日、シンコーミュージック・エンタテイメント、表紙）[64]
- ROCKIN'ON JAPAN 2025年4月号（2025年2月28日、ロッキング・オン社、表紙巻頭）[65]
- 10 Magazine Japan 2025年春夏号（2025年3月21日、世界文化社、プレミアム版表紙）[66]

### ウェブ動画
- 東宝MOVIEチャンネル「『キャラクター』2021年6月11日（金）公開」（2021年4月18日 - 6月8日、YouTube）
- VOGUE JAPAN『アート・ファッション・演技。SEKAI NO OWARI・Fukaseがあえて"苦手"に挑戦する理由。| Inside VOGUE JAPAN | VOGUE JAPAN』（2021年4月28日、YouTube）
- 新R25チャンネル『なぜセカオワFukaseは暗黒時代から這い上がれたのか？ 閉鎖病棟→日本一大きいステージまでの裏話』（2021年6月1日、YouTube）
- マイナビニュース【エンタメ・ホビー】『セカオワFukase、"殺人鬼役ピッタリ”の声に「こんなに優しいのに…」家族にも言われ憤慨!?　映画『キャラクター』インタビュー【独占】』（2021年6月18日、YouTube）
- HikakinTV『セカオワFukaseさんが完全にイカれました…』（2022年6月11日、YouTube）

## 書籍

### 絵本
- ブルーノ（2021年10月13日、福音館、水鈴社）[26]

## 受賞歴
2021年
- 第46回報知映画賞 新人賞（『キャラクター』）[67]

2022年
- 第45回日本アカデミー賞 新人俳優賞（『キャラクター』）[68]
- 第31回日本映画批評家大賞 新人男優賞（南俊子賞）（『キャラクター』）[69]